# البديل (موريتانيا)
البديل هو حزب سياسي في موريتانيا. وفاز الحزب في انتخابات 19 نوفمبر و3 ديسمبر 2006 بمقعد واحد من أصل 95 مقعدا.